# Kariolka

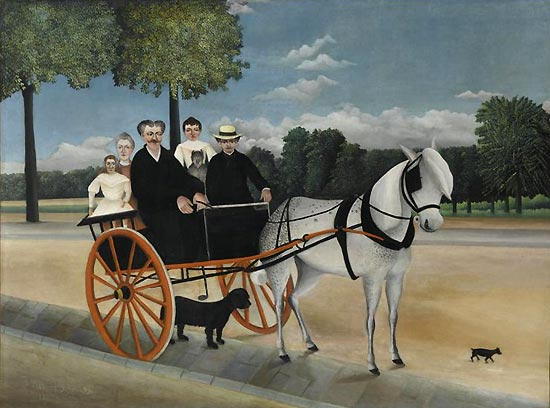
Kariolka na obrazie Rousseau

Kariolka (łac. carrus, fr. carriole) – rodzaj małego spacerowego odkrytego powozu, dwu lub czterokołowego. Był to pojazd jednokonny z siedzeniami pokrytymi skórą, i wyposażany w drewniane, zazwyczaj, resory. W typowej kariolce obok powożącego było miejsce dla jednego, góra dwóch pasażerów. Pojazd był popularny w sferach dworskich w okresie od 2 połowy XVIII wieku do pierwszej ćwierci XIX wieku.